# Rubus calopalmatus
Rubus calopalmatus är en rosväxtart som beskrevs av N. Naruhashi och H. Masaki. Rubus calopalmatus ingår i släktet rubusar, och familjen rosväxter. Inga underarter finns listade i Catalogue of Life.